# Philothermus semistriatus
Philothermus semistriatus is een keversoort uit de familie dwerghoutkevers (Cerylonidae). De wetenschappelijke naam van de soort werd in 1865 gepubliceerd door Jean Pierre Omer Anne Édouard Perris.